# Cygnodraco
Cygnodraco is een monotypisch geslacht van straalvinnige vissen uit de familie van Antarctische draakvissen (Bathydraconidae).

## Soort
- Cygnodraco mawsoni Waite, 1916